# Camille Sabatier
Pour les articles homonymes, voir Sabatier.
Germain, Damaze, Camille Sabatier est un homme politique français né le 10 mars 1851 à Tlemcen (Algérie) et décédé le 1er janvier 1919 à Toulouse (Haute-Garonne).

## Biographie
Avocat à Tlemcen en 1871 ; juge de paix à Milah, en 1877 ; juge de paix à Tizi-Ouzou en 1877 ; juge à Mostaganem en 1879 ;  puis juge à Blida en 1879, il est député de l'Algérie française de 1885 à 1889, siégeant au groupe de la Gauche radicale.

## Sources
- « Camille Sabatier », dans le Dictionnaire des parlementaires français (1889-1940), sous la direction de Jean Jolly, PUF, 1960 [détail de l’édition]